# عبدالکریم براهویی
عبدالکریم براهویی که با نام های حاجی کریم جان و کریم براهویی نیز شناخته می‌شود، سیاستمدار و فرمانده نظامی اهل افغانستان است. او آخرین بار از ۲۴ تیر/سرطان ۱۴۰۰ . تا هنگام سقوط شهر زرنج به دست طالبان(۱۵ مرداد/اسد ۱۴۰۰) به عنوان والی نیمروز خدمت کرد و پیش از آن در رأس وزارتخانه‌های مختلف در کابینه افغانستان فعالیت داشت.

## اوایل زندگی

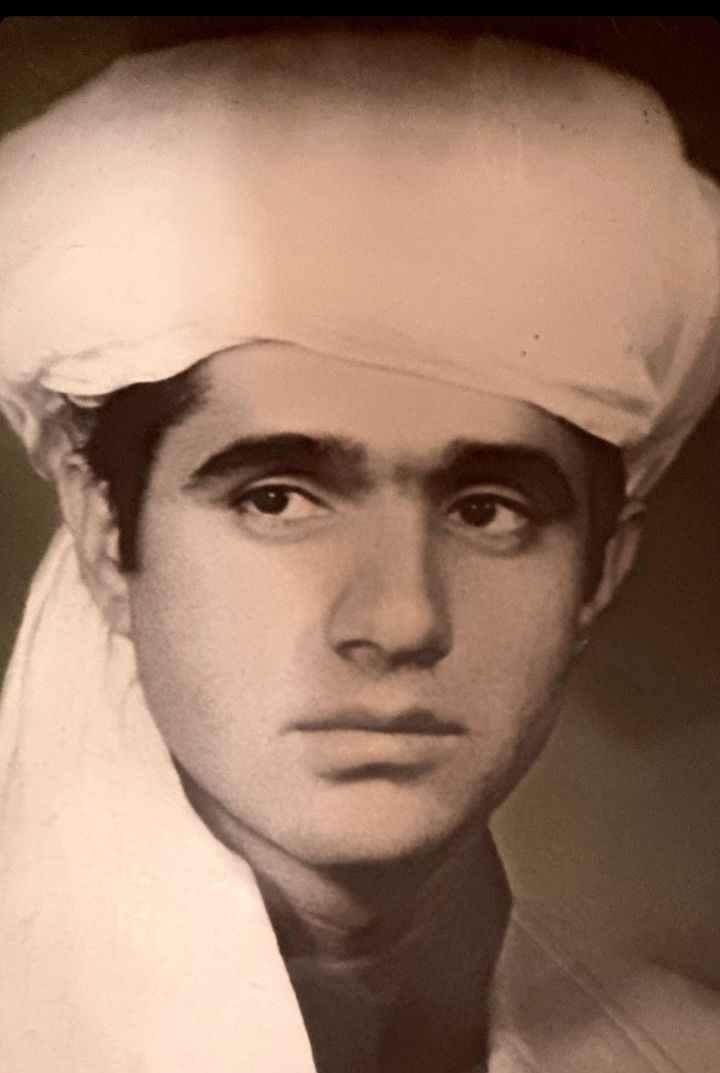
براهویی در نوجوانی

عبدالکریم براهویی فرزند محمد مبین از قوم براهویی (از اقوام بلوچ)در سال ۱۳۳۴ در قریه پدهگی ولسوالی چهاربرجک ولایت نیمروز متولد گردیده‌است. درسال ۱۳۴۱ شامل مکتب ابتدائیه ولسوالی چهاربرجک و دوره لیسه را در مکتب نظامی به اتمام رسانیده‌است در سال ۱۳۵۲ از مکتب نظامی فارغ و به دانشگاه نظامی شامل گردیده و درسال ۱۳۵۵ ازین دانشگاه در رشته تخنیک سلاح پیاده لیسانس گرفت و در ارتش افغانستان شامل وظیفه گردیده
پس از حمله شوروی به افغانستان، او مانند بسیاری دیگر ارتش افغانستان را ترک کرد و با ایجاد پارتیزان‌های حرکت ملی آزادی‌بخش افغانستان (جبهه نیمروز) به مجاهدین پیوست.

## تأسیس و فرماندهی سازمان جبهه نیمروز

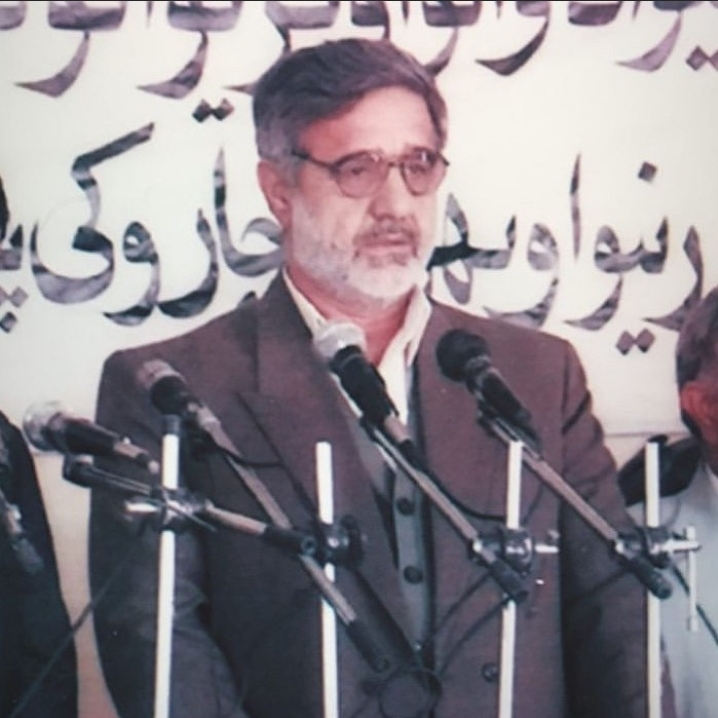

در دهه ۱۹۸۰ براهویی به همراه گل‌محمد رحیمی جبهه نیمروز را تأسیس و رهبر نیروهای آن بود. زمانی که طالبان نیمروز را در سال ۱۹۹۵ تصرف کردند، براهویی و نیروهایش از مرز به استان بلوچستان ایران عقب‌نشینی کردند و حمیدالله نیازمند در آن زمان به عنوان والی این ولایت انتخاب شد. پس از شکست طالبان در سال ۲۰۰۱، براهویی دوباره به مقام ولایت و فرماندهی لوای چهارم بازگشت.

## والی نیمروز
براهویی طولانی مدت‌ترین والی در ولایت نیمروز می‌باشد که چهار دوره در این پست خدمت کرده‌است. 
- بعد از سقوط حکومت دکتر نجیب‌الله نیروهای جبهه نیمروز شهر زرنج را تصرف کردند و حاجی کریم براهویی برای اولین بار والی نیمروز شد. بعد از یورش طالبان ‌براهویی با نیروهایش به بلوچستان ایران عقب‌نشینی کرد.[۵]
- پس از سقوط طالبان در ۱۳۸۰ ولایت نیمروز بار دیگر در تصرف نیروهای کریم براهویی افتاد و آقای براهویی برای بار دوم والی ولایت نیمروز شد.[۶]
- در سنبله ۱۳۸۹ بر اساس حکم حامد کرزی رئیس جمهور وقت افغانستان، آقای براهویی به عنوان والی نیمروز مقرر شد.[۷]
- در سال ۱۴۰۰ بعد از شدت گرفتن حملات طالبان مردم ولایت نیمروز از آقای براهویی تقاضا کردند که بار دیگر عهده‌دار مقام ولایت نیمروز شود و ایشان برای بار چهارم والی ولایت نیمروز گردید..[۱][۲]

آغاز کار بند کمال خان، تأمین برق شهر زرنج از کشور ایران، ایجاد شهرک جدید ولسوالی چخانسور، تأمین امنیت شاهراه زرنج–دلارام، اعمار مجدد نهر لشکری (تأمین آب کشاورزی زرنج و کنگ)، ایجاد کمپ ترک اعتیاد (رایگان) برای بیماران مواد مخدر از جمله کارهای مهم آقای براهویی هنگام تصدی مقام ولایت نیمروز می‌باشد.

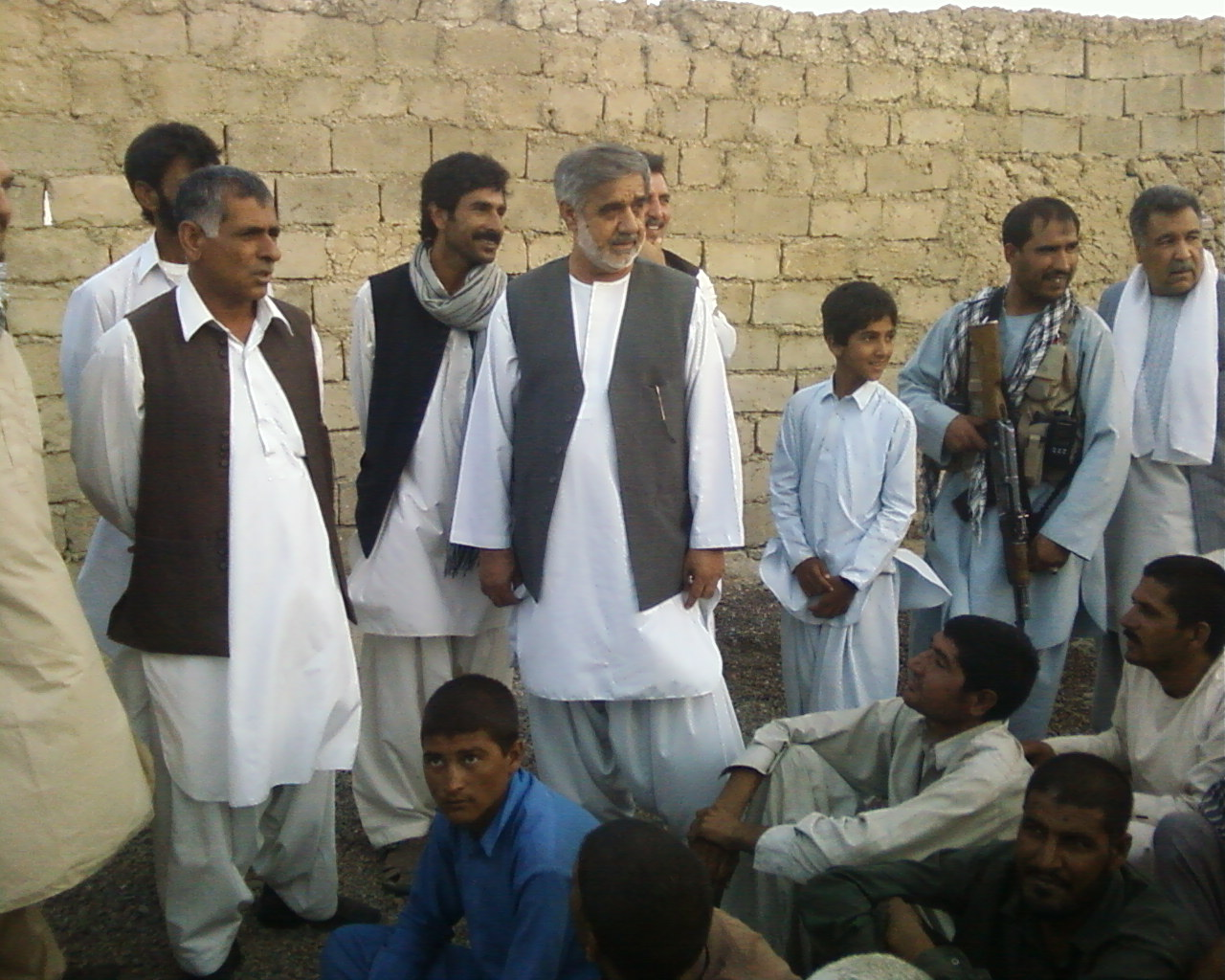
براهویی در حال بازدید از کمپ درمان اعتیاد

## در کابینه افغانستان

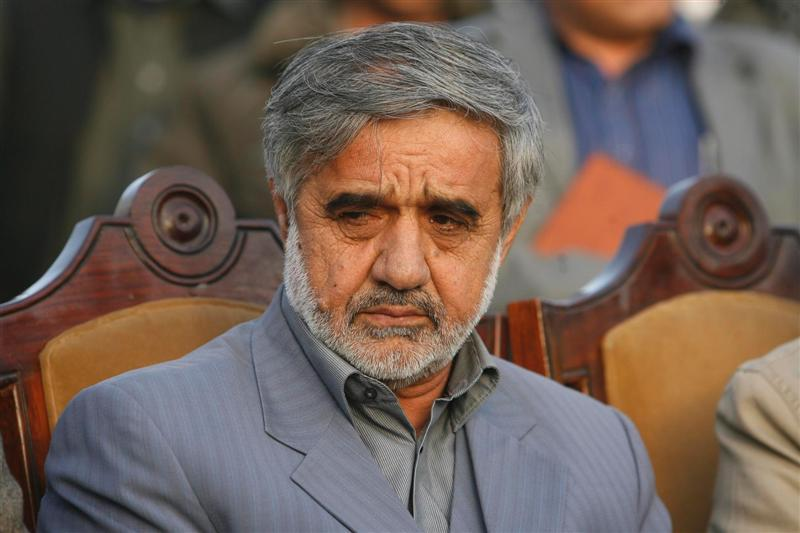
براهویی در سال ۲۰۱۰

- در سال ۲۰۰۴، براهویی به عنوان وزیر امور سرحدات، اقوام و قبایل خدمت کرد.[۱۱]
- از فوریه ۲۰۰۹ تا اوت ۲۰۱۰، براهویی به عنوان وزیر مهاجرین و عودت کننده گان نیز در کابینه افغانستان خدمت کرد.[۱۲]
- وی از سال ۲۰۱۲ تا ۲۰۲۱ به عنوان مشاور رئیس جمهور در امور اقوام و قبایل کار کرد.[۱۳]

## ترورهای نا فرجام
- در ۲۸ فروردین/حمل ۱۳۸۸ خورشیدی، طالبان سعی کردند براهویی را که در آن زمان وزیر مهاجرین و عودت کننده گان بودند و در شهر زرنج ولایت نیمروز در منزلش به‌سر می‌برد، در یک حمله انتحاری بکشند، اما این حمله توسط پلیس مهار شد.[۱۴]
- در اوایل سال ۱۳۹۰ خورشیدی، براهویی که والی ولایت نیمروز بود، به وسیله یک ماین با کنترل از راه دور هدف حمله قرار گرفت و جان سالم بدر برد، او در حال بازدید از یک پروژه آبیاری در کانال لشکری بود که خودروی حامل وی با ماین کنترل از راه دور در ناحیه دوم شهر زرنج نزدیک مدرسه دارالعلوم (مدرسه اسلامی) این شهر برخورد کرد.[۱۵]
- در سال ۱۳۹۷ پسر وی صادق براهویی در یک حمله مسلحانه در شهر زرنج ترور شد.[۱۶] گروه طالبان در بیانیه‌ای اتهام ترور وی را رد کرده و آن را محکوم کردند.